# Jubilé d'or d'Élisabeth II
Ne doit pas être confondu avec Jubilé de diamant d'Élisabeth II ou Jubilé de platine d'Élisabeth II.

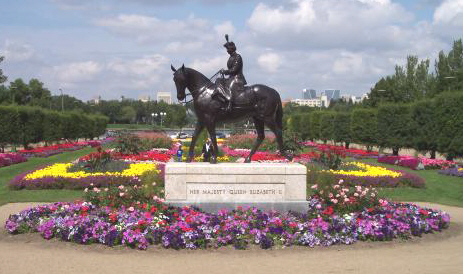
Statue équestre d'Élisabeth II à Regina, en Saskatchewan, créée pour commémorer le jubilé d'or d'Élisabeth II en tant que reine du Canada.

Le jubilé d'or d'Élisabeth II est un événement international tenu en 2002, marquant les 50 années de règne de la reine Élisabeth II sur le trône du Royaume-Uni et de ceux de sept autres pays, depuis la mort de son père, le roi George VI, le 6 février 1952.
Elle règne désormais sur 16 pays souverains, dont 12 furent des colonies ou des dominions de l'empire britannique au début de son règne. Cet événement est  à la fois une commémoration de ses 50 ans en tant que monarque et une occasion pour elle de remercier officiellement et personnellement son peuple pour sa fidélité,. Malgré la mort de sa sœur, la princesse Margaret, et de sa mère, la reine Elizabeth, la reine mère, en février et mars 2002 respectivement, et les prédictions dans les médias selon lesquelles l'anniversaire serait un non-événement, le jubilé a été marqué par des événements populaires dans tout Londres en juin de la même année, complétés par des événements dans les royaumes du Commonwealth. Élisabeth II a assisté à toutes les célébrations officielles comme prévu, avec son mari, le prince Philip, duc d'Édimbourg ; en douze mois, le couple royal a parcouru plus de 40 000 milles (64 373,76 km)   vers les Caraïbes, l'Australie, la Nouvelle-Zélande, puis autour du Royaume-Uni, et a conclu l'année du jubilé au Canada.  De nombreux monuments, parcs, bâtiments, etc., ont également été nommés en l'honneur du jubilé d'or et des médailles commémoratives, des timbres et d'autres symboles ont été émis.